# Glaucina interruptaria
Glaucina interruptaria là một loài bướm đêm trong họ Geometridae.